# Schloss Berka
Das Schloss Berka befindet sich im Zentrum der westthüringischen Gemeinde Berka vor dem Hainich. Es ist ein Baudenkmal und Sitz der Gemeindeverwaltung.

## Geschichte

### Die Wasserburg
Schon im 12. Jahrhundert wurde ein Ritter Lupoldus von Berge urkundlich genannt. 1196 wurden Burchard und Hartmann von Creuzburg als Grundherren in Berka vor dem Hainich und Bischofroda genannt. Diese auch als Burgmannen der Thüringer Landgrafen bekannten Adeligen bestimmten über vier Jahrhunderte im Ort und gelten als Erbauer einer Wasserburg am Westrand der Ortslage, dem Vorläuferbau des heutigen Schlosses. 1351 erhielt die Familie von Creuzburg einen erneuerten Lehensbrief über Berka und Bischofroda. Mehrere Familienzweige bildeten sich heraus, von denen die Bischofrodaer Linie am bedeutsamsten wurde.
Nach den schweren Plünderungen und Zerstörungen im Dreißigjährigen Krieg und als Folge eines Großbrandes im Jahr 1650 blieben von der Wasserburg nur der breite Graben (mit Zufluss aus dem Lauterbach) und die Grundmauern erhalten. Der damalige Besitzer Friedrich Albrecht von Creuzburg wurde durch diese Ereignisse schwer gezeichnet und verstarb 1654.

### Neubau als Landschloss
Als Erben folgte die Familie von Döhlen, bereits im Ort mit einem Gut vertreten. Sie veranlassten einen schrittweisen Wiederaufbau im Stil eines Landschlosses.
Als nächster Besitzer wurde Zacharias Prueschenck von Lindenhofen genannt, dieser war Schwiegersohn des vorgenannten Ritters Friedrich Albrecht von Creuzburg. Prueschenck war einer der vermögendsten Verwaltungsbeamten im Herzogtum Sachsen-Eisenach und ließ auf dem Platz der zerstörten Vorburg einen modernen Gutshof errichten. Im 18. Jahrhundert wurde das Schloss mehrfach im Inneren umgebaut.

### Umbau als klassizistisches Landhaus
Nach 1800 kaufte die Eisenacher Textilfabrikantenfamilie Eichel das Anwesen, sie erwarben damit auch die indirekt die Freiherrenrechte, respektive wurden 1853 allgemein nobilitiert. Die neuen Besitzer waren sehr vermögend und veranlassten den Umbau im klassizistischen Stil. Durch Zukauf weiterer Güter und Grundstücke wuchs das Eichelsche Gut in Berka vor dem Hainich auf etwa 740 Hektar Größe an, davon wurden 1934 etwa 300 Hektar für den Aufbau eines Truppenübungsplatzes am Künkel abgetreten, dieses Gelände gehört heute zur Kernzone des Nationalpark Hainich.
Die Großgrundbesitzer, zuletzt der sächsische Kammerherr und Ministerialdirektor Heinrich von Eichel genannt Streiber (1878–1953), verheiratet mit Hildegard Freiin von der Leyen zu Bloemersheim,  wurden 1945 durch die Bodenreform in der sowjetischen Besatzungszone entschädigungslos enteignet, das Schloss wurde zur Notunterkunft für Flüchtlingsfamilien. Im späten 20. Jahrhundert führte fehlende Nutzung zu weiteren Gebäudeverlusten, die Remisen und Stallungen wurden von der LPG durch moderne Wirtschaftsgebäude am Ortsrand ersetzt.
Während der DDR-Zeit wurde die Schlossanlage schon durch die Gemeinde genutzt, hier befand sich die Gemeindeverwaltung. Auf dem östlich angrenzenden weitläufigen Gut wurden Wohnhäuser erbaut.

## Baubeschreibung

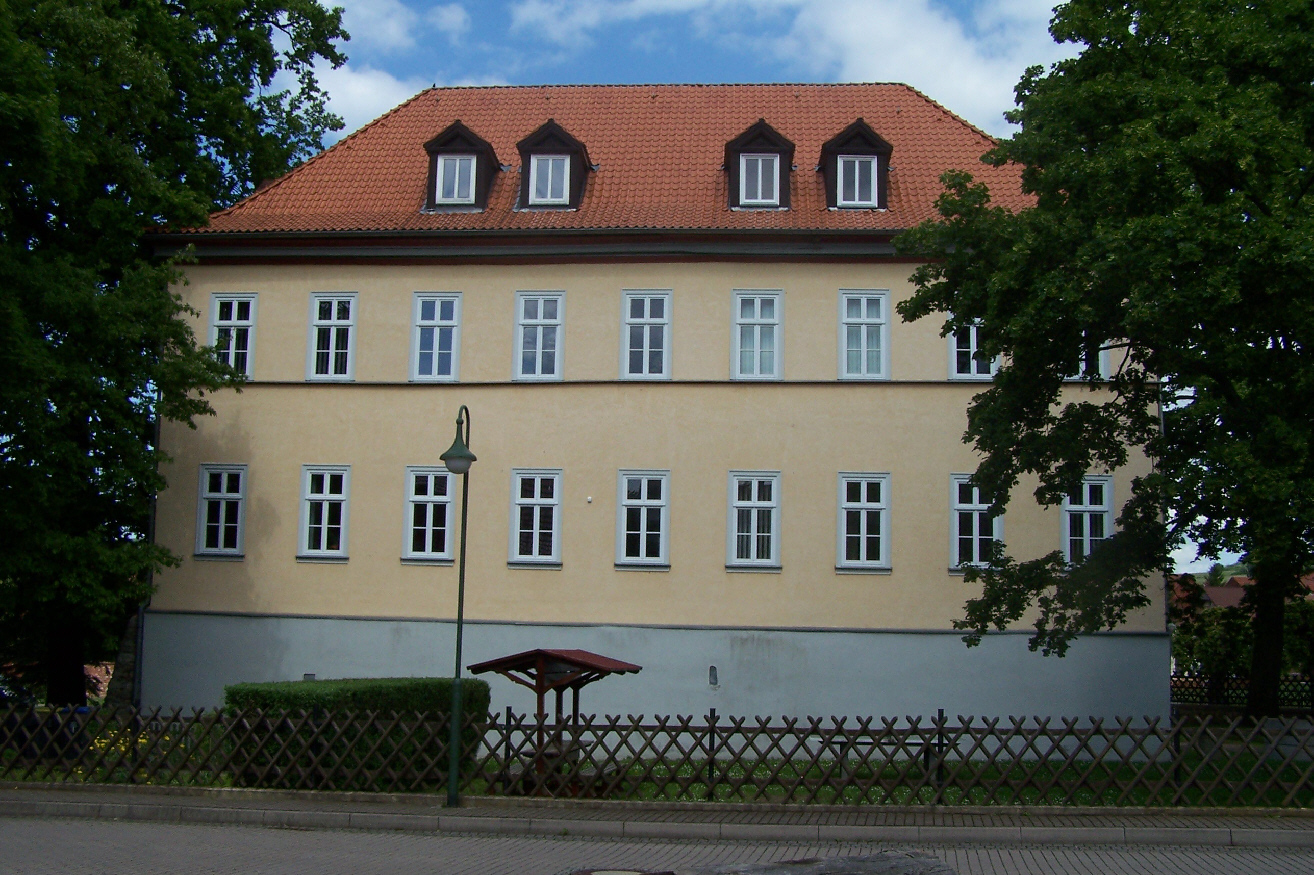
Ansicht von Süden

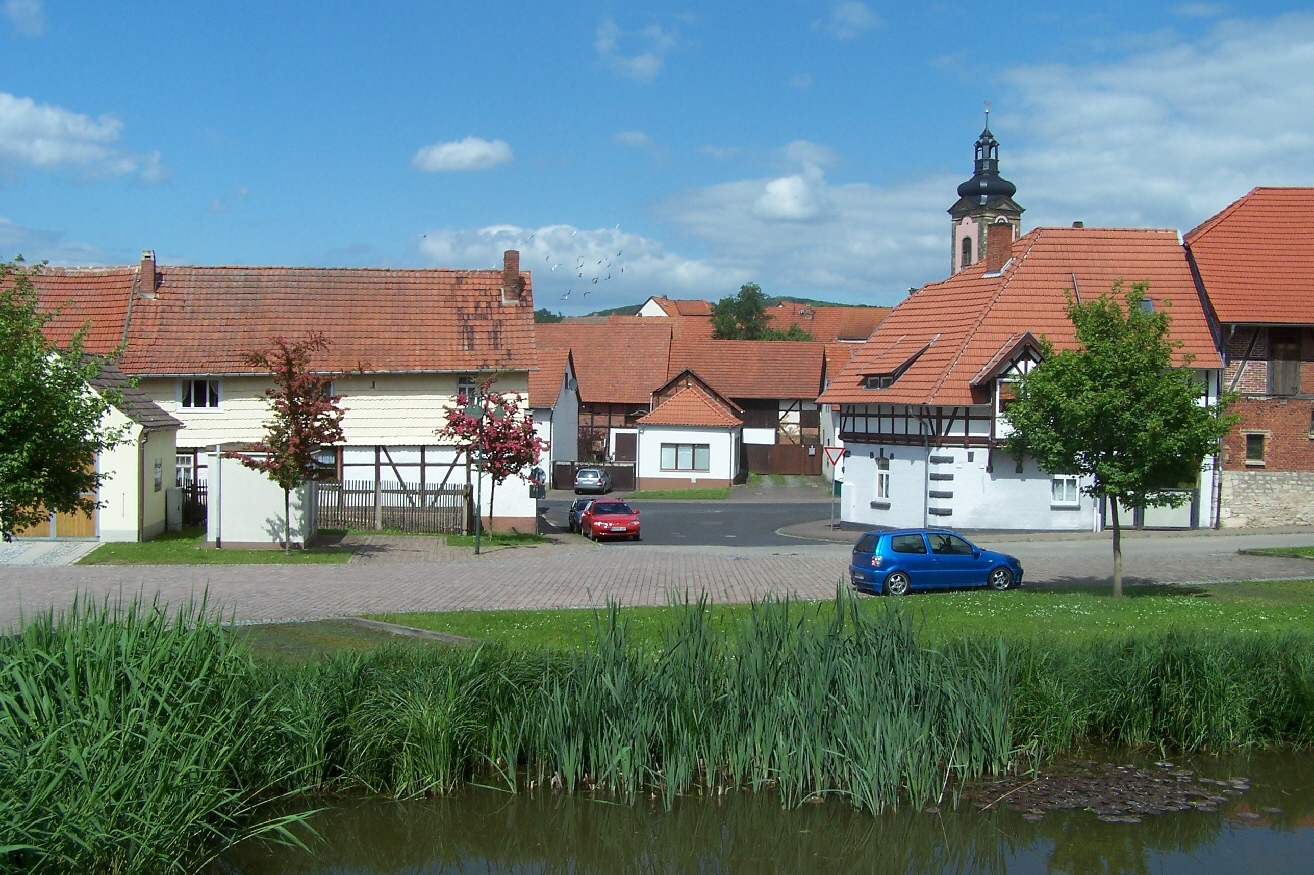
Im Schlosshof

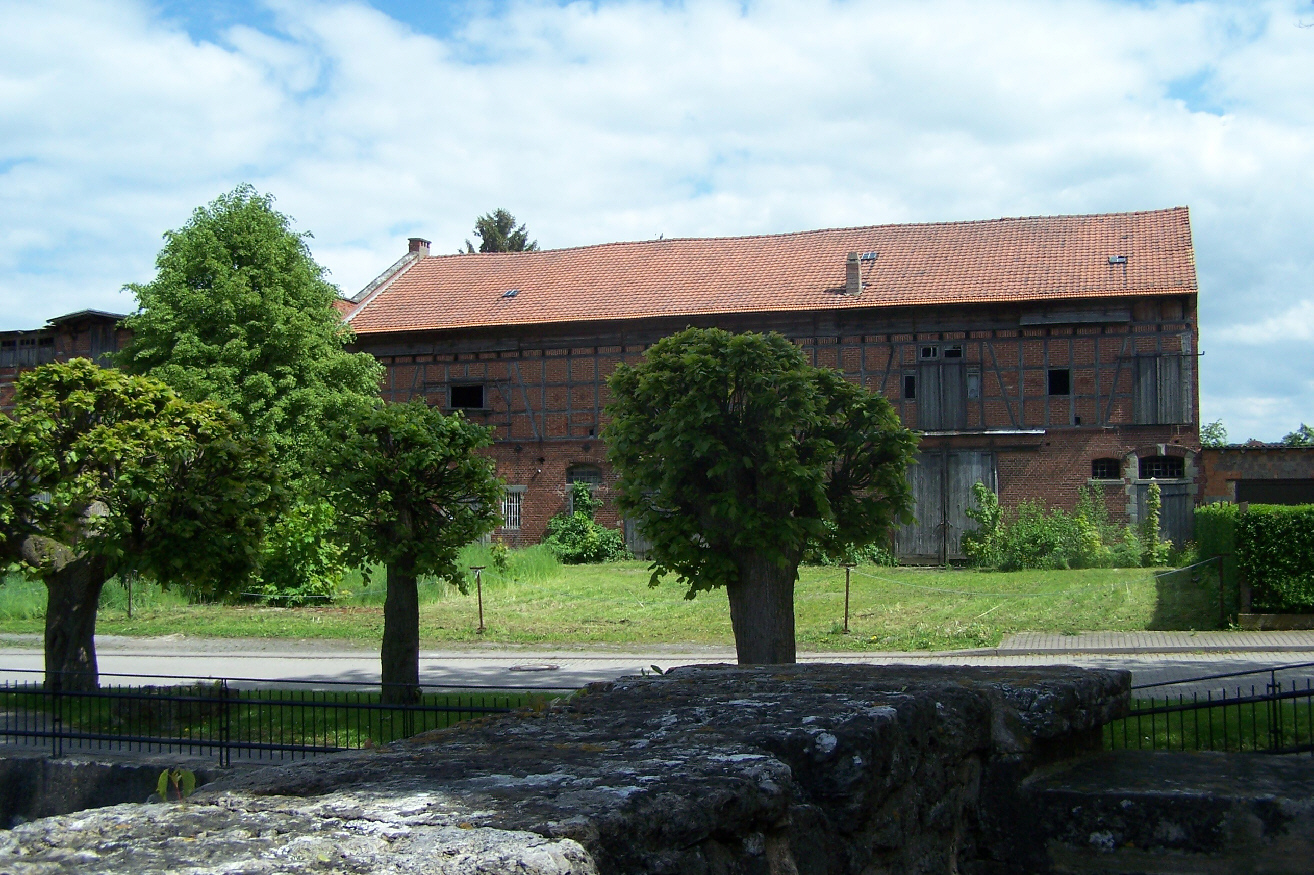
Noch unsanierte Wirtschaftsgebäude

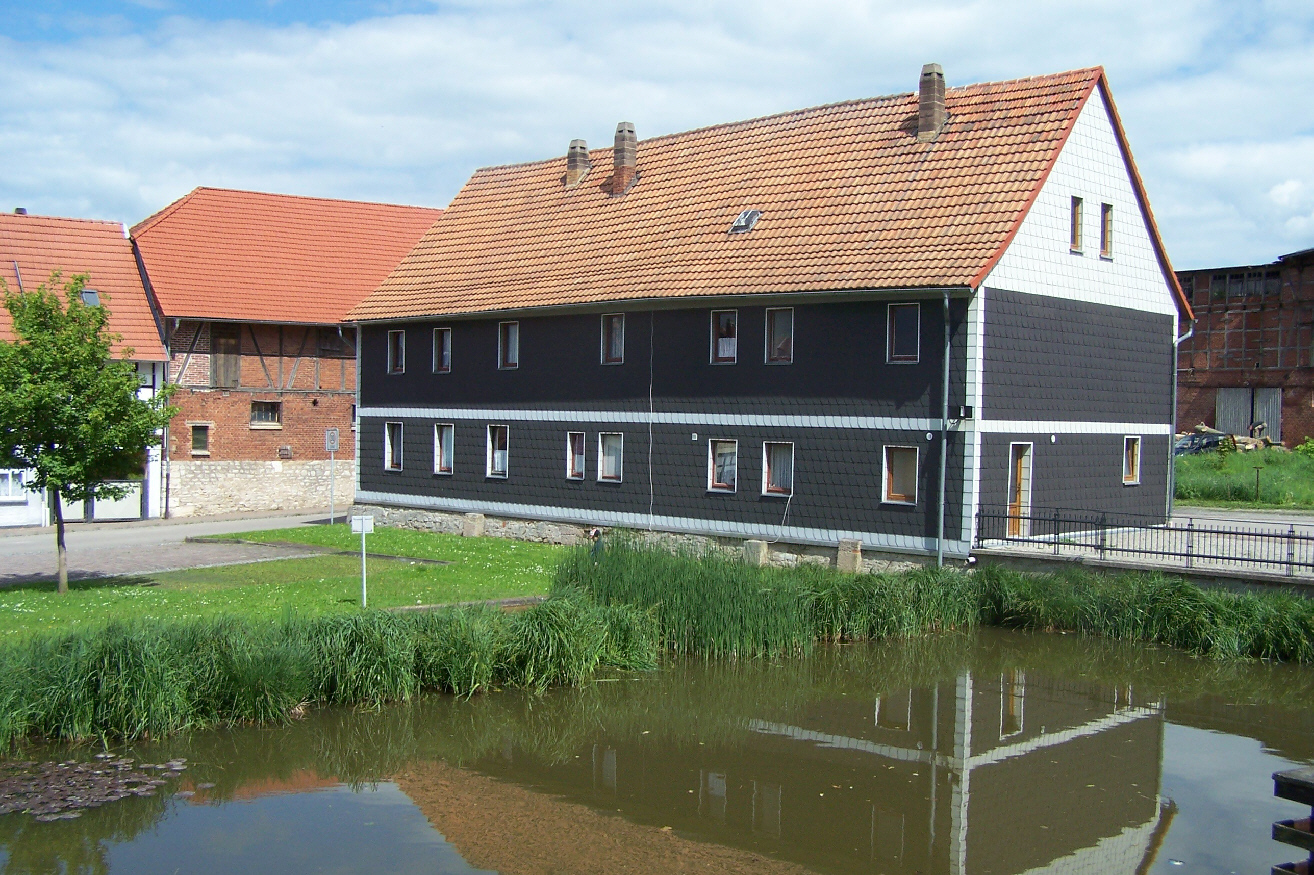
Restaurierte Wirtschaftsgebäude

Die in ihrer Baugeschichte mehrfach erweiterte und modernisierte Anlage geht auf die 1650 bis auf die Grundmauern niedergebrannte Burganlage zurück, die massiven unverputzten Grundmauern aus Kalkstein und ein Tonnengewölbe im Inneren repräsentieren den ältesten Teil des Bauwerkes.
Von den im Stil der Renaissance-Architektur gestalteten Landschloss der Familie von Döhlen sind nur verputzte Partien erhalten. Das heutige Schloss wurde im klassizistischen Stil im 19. Jahrhundert grundlegend erneuert – dabei entstand auch die Säulenhalle vor dem Eingangsportal. Auf der Wetterseite wurde das als verputzter Fachwerkbau errichtete Haupthaus mit einem Ziegelbehang vor Durchfeuchtung geschützt. Im Saal blieb bei diesen Umbauten Stuckverzierungen im Rokokostil erhalten. Der nun funktionslose Wassergraben wurde auf der Süd-, Nord- und Westseite aufgefüllt und mit Bäumen bepflanzt.
Zum Schloss gehörte auch der vorgelagerte Gutshof mit (Pferde-)Stallungen, Scheunen, Lager- und Wirtschaftsgebäude, von denen heute nur noch wenige Gebäude erhalten sind.

## Nutzung
Im Schloss befinden sich gegenwärtig die Räume der Gemeindeverwaltung Berka vor dem Hainich, der Verwaltungsgemeinschaft Mihla.